# Walter Frentz
Walter Frentz (Heilbronn, 21 agosto 1907 – Überlingen, 6 luglio 2004) è stato un fotografo, produttore cinematografico e cameraman tedesco che ebbe un ruolo di primo piano nella realizzazione di film di propaganda in epoca nazista.
Durante il periodo del regime nazista lavorò dapprima come cameraman per la regista Leni Riefenstahl e in seguito, dal 1939 al 1945 fu incaricato di fotografare e filmare le attività dei più alti gradi del regime, tra cui il dittatore Adolf Hitler.
Fu tra gli ultimi ad abbandonare il Führerbunker poco prima che l'Armata Rossa conquistasse Berlino. 
È scomparso nel 2004.